# Harttia guianensis
Harttia guianensis és una espècie de peix d'aigua dolça de la família dels loricàrids i de l'ordre dels siluriformes de Sud-amèrica. Poden atènyer fins a 17,5 cm de longitud total.